# Banco da República dos Estados Unidos do Brasil
O Banco da República dos Estados Unidos do Brasil (BREUB) foi um banco brasileiro, criado em 7 de dezembro de 1890, resultante da fusão entre o Banco dos Estados Unidos do Brasil e do Banco Nacional do Brasil, sendo presidido por Francisco de Paula Mayrink.
A partir de sua fundação se tornou o principal banco emissor de moeda do Brasil. Com isso, o governo retirou poder de emissão de outros estabelecimentos de crédito, acabando com a pluralidade de emissão de moeda, instituído por Ruy Barbosa, quando fora Ministro da Fazenda. Criado para ser uma espécie de banco central, visava à liquidação dos excessos do encilhamento, à regulação do volume de crédito e ao controle do câmbio. Foi um dos protagonistas da crise do Encilhamento.
Teve uma vida curta, pois em 17 de dezembro de 1892 fundiu-se com o Banco do Brasil, dois bancos praticamente falidos, dando origem ao Banco da República do Brasil, BRB. Este banco foi criado com empréstimos lastreados em emissões do Tesouro, que se tornou seu maior credor, uma medida paliativa não foi suficiente para resolver os problemas financeiros e a encampação pelo governo, ocorrida em 1896, o que originou a se chamar novamente Banco do Brasil, em 1906.